# ستيلا بوين
ستيلا بوين (بالإنجليزية: Stella Bowen)‏ هي رسامة أسترالية، ولدت في 16 مايو 1893 في North Adelaide ‏ في أستراليا، وتوفيت في 30 أكتوبر 1947 في إنجلترا في المملكة المتحدة بسبب سرطان القولون.